# Aéroport de Reggio de Calabre
L'aéroport de Reggio de Calabre, ou aéroport Tito Minniti, ou encore aéroport dello Stretto (code IATA : REG • code OACI : LICR), est un aéroport civil ouvert au trafic commercial, national et international situé à Ravagnese à 5 km au sud de Reggio de Calabre en Calabre.

## Description
La première piste de l'aéroport a été construite en 1939 à des fins militaires, avec un double commandement italien et un allemand.
Le nom de Tito Minniti fait référence à un pilote italien de la province de Reggio de Calabre, héros de la Regia Aeronautica Italiana et Medaglia d'oro al valor militare alla memoria, de la seconde guerre italo-éthiopienne, mort en Éthiopie en 1935.
L'aéroport dessert principalement la province de Reggio de Calabre, la province de Messine et, partiellement, la province de Vibo Valentia, soit plus de 1 200 000 habitants.

## Situation
L'aéroport est à environ cinq kilomètres au sud du centre historique de Reggio de Calabre. Il est accessible en voiture ou en transport public. Il a une gare ferroviaire relié à un réseau express régional et, à l'avenir, il sera relié directement à Messine grâce à un hydroptère (« aliscafo » en italien) et à une jetée.

### Carte des aéroports en Italie
| \| 100 km1:7 506 000 \| Abruzzes Alghero Ancône Bari Bergame Bologne Bolzano Brescia Brindisi Cagliari Catane Comiso Grosseto Coni Elbe Florence Foggia Gênes Lamezia Terme Lampedusa Milan L. Milan M. Naples Olbia Palerme Pantelleria Parme Pérouse Pise Reggio de Calabre Rimini Rome C. Rome F. Salerne Trapani Trévise Trieste Turin Venise Vérone |
| 100 km1:7 506 000 |

L'aéroport est également le siège de :
- Protezione civile (où sont basées des Canadair CL-415) ;
- Polizia di Stato : Ufficio di Polizia di Frontiera Aerea e Marittima et V Reparto Volo Reggio Calabria Ravagnese (où sont basées 2 hélicoptères AB 206, 3 hélicoptères AB 212 et 5 avions P68 OBS) ;
- Vigili del fuoco : Distaccamento Aeroportuale Reggio Calabria ;
- Aéro club : Aero Club dello Stretto avec une école de pilotage (où sont basés les avions TB-9 et PA-28).

## Caractéristiques physiques
Domaine aéroportuaire
- 144 hectares et deux pistes.
- Piste 1 : 1 998 mètres x 45 m - Orientation : 15/33 (151° / 331°)
- Piste 2 : 1 699 mètres x 45 m - Orientation : 11/29 (111° / 291°)

Assistances lumineux
- PAPI
- RTIL
- SALS
- RGL
- PAPI
- ALS
- RTIL - EFAS - REIL - CGL - CALVERT
- RGL

Assistances radio
- NDB
- TVOR/DME
- VDF
- LLZ
- MM - OM

## Statistiques

### En graphique
Pour des raisons techniques, il est temporairement impossible d'afficher le graphique qui aurait dû être présenté ici.

Voir la requête brute et les sources sur Wikidata.

### Zoom sur l'impact du covid de 2019-2020
Pour des raisons techniques, il est temporairement impossible d'afficher le graphique qui aurait dû être présenté ici.

Voir la requête brute et les sources sur Wikidata.

### En tableau
Nombre de mouvements, nombre de passagers et trafic de fret :
| Année           | Mouvements | Mouvements | Passagers | Passagers | Fret (en tonnes) | Fret (en tonnes) |
| Année           | Nombre     | Var.       | Nombre    | Var.      | Trafic           | Var.             |
| --------------- | ---------- | ---------- | --------- | --------- | ---------------- | ---------------- |
| 2000            | 6 291      | -3,1 %     | 538 048   | +4,6 %    | 330              | -6,5 %           |
| 2001            | 6 157      | -2,1 %     | 481 857   | -10,4 %   | 553              | +67,6 %          |
| 2002            | 5 830      | -5,3 %     | 463 662   | -3,8 %    | 690              | +24,8 %          |
| 2003            | 5 567      | -4,5 %     | 441 795   | -4,6 %    | 241              | -65,1 %          |
| 2004            | 3 729      | -33,0 %    | 272 859   | -38,2 %   | 189              | -21,6 %          |
| 2005            | 7 516      | +101,6 %   | 398 089   | +45,9 %   | 194              | +2,6 %           |
| 2006            | 11 414     | +51,9 %    | 607 727   | +59,0 %   | 197              | +1,5 %           |
| 2007            | 10 954     | -4,0 %     | 583 596   | -4,0 %    | 335              | +70,1 %          |
| 2008            | 9 394      | -14,2 %    | 536 032   | -8,2 %    | 180              | -46,3 %          |
| 2009            | 8 058      | -14,2 %    | 509 058   | -5,0 %    | 124              | -31,1 %          |
| 2010            | 9 066      | +12,5 %    | 548 648   | +7,8 %    | 191              | +54,0 %          |
| 2011            | 8 998      | -0,8 %     | 561 107   | +2,3 %    | 131              | -31,4 %          |
| 2012            | 8 233      | -8,5 %     | 571 694   | +1,9 %    | 114              | -13,0 %          |
| 2013            | 7 637      | -7,2 %     | 562 747   | -1,6 %    | 101,1            | -11,3 %          |
| 2014 (novembre) | 6 961      | -1,5 %     | 487 681   | -5,7 %    | 42,14            | -56,5 %          |

## Compagnies aériennes et destinations
| Compagnies  | Destinations |
| ----------- | --- |
| ITA Airways | Milan-Linate, Rome Léonard-de-Vinci/Fiumicino |
| Ryanair     | - Barcelone-El Prat, - Berlin-Brandebourg, - Bologne-Borgo Panigale, - Manchester, - Marseille-Provence, - Tirana, - Turin S.-Pertini (Caselle), - Venise - Marco Polo |

Actualisé le 23/04/2024

## Accès à l'aéroport
Trains

Plan du réseau de chemin de fer de banlieue de Reggio de Calabre.

- Transport express régional/train de banlieue, gare ferroviaire Reggio Calabria Aeroporto en venant du Nord ou du Sud, de la ville de Rosarno (au nord) à la ville de Melito di Porto Salvo (au sud) en passant pour Reggio de Calabre. Une navette gratuite relie la gare ferroviaire à l'aérogare.

Voitures et taxi
- Autoroute italienne A3, en voiture ou taxi, venant du Nord, sorties Arangea ou Ravagnese.
- Route européenne 90, en voiture ou taxi, venant du Sud, Ravagnese, Malderiti/Aeroporto ou Arangea.
- Les parkings : Parcheggio Centrale et Parcheggio Pineta, 2 parkings non couverts et taxes, pour une capacité totale de 294 places.

Lignes de bus
- « Bus ATAM » :
  - Ravagnese/Aéroport ↔ centre-ville et banlieue de Reggio de Calabre : Lignes 19 · 102 · 103 · 105 · 111 · 113 · 114 · 115 · 119 · 121 · 122.
  - Aéroport ↔ gare et port de Reggio de Calabre : Ligne 125 (connexion en bateaux pour Messine).
- « Autolinee Federico » :
  - Volobus : Aéroport ↔ port de Villa San Giovanni (connexion en bateaux pour Messine).
  - Linea Jonica : Aéroport ↔ Melito di Porto Salvo ↔ Condofuri Marina ↔ Bova Marina ↔ Palizzi Marina ↔ Spropoli ↔ Galați ↔ Brancaleone ↔ Ferruzzano ↔ Africo Nuovo ↔ Bianco ↔ Bovalino Marina ↔ Ardore Marina ↔ Locri ↔ Siderno ↔ Marina di Gioiosa Ionica ↔ Roccella Ionica ↔ Caulonia Marina.